# Roy (Oregon)
Roy az Amerikai Egyesült Államok Oregon államának Washington megyéjében, a U.S. Route 26 közelében elhelyezkedő kísértetváros.
1905 körül a Pacific Railway and Navigation Company Hillsboro–Tillamook-vasútvonalának felmérésekor William Vandervelden és fiai, J. W. és Frank a vasútvonal tervezett útvonalán megvásárolták Lewis Roy telkét. A posta 1907-ben nyílt meg, 1908-ban pedig templom épült. A vasút 1912-ben érte el a települést.
A Szent Ferdinánd iskola 1908-ban nyílt meg a templomban. Az intézmény 1912 szeptemberében önálló épületbe költözött, 1920-ban Assisi Szent Ferenc Katolikus Iskolára nevezték át, 1951-ben pedig téglaépületet kapott. A posta 1955-ben zárt be.
A település a banksi, Forest Grove-i és Washington megyei tűzoltóságok lefedettségébe tartozik.

## Fordítás
- Ez a szócikk részben vagy egészben  a   Roy, Oregon című angol Wikipédia-szócikk ezen változatának fordításán alapul.  Az eredeti cikk szerkesztőit annak laptörténete sorolja fel. Ez a jelzés csupán a megfogalmazás eredetét és a szerzői jogokat jelzi, nem szolgál a cikkben szereplő információk forrásmegjelöléseként.